# نایجل آتانگانا
نایجل آتانگانا (انگلیسی: Nigel Atangana؛ زادهٔ ۹ سپتامبر ۱۹۸۹) بازیکن فوتبال اهل فرانسه است.
از باشگاه‌هایی که در آن بازی کرده‌است می‌توان به باشگاه فوتبال لیتون اورینت، باشگاه فوتبال پورتسموث، و باشگاه فوتبال هاوانت و واترلوویل اشاره کرد.